# Master (Bélgica)
De acuerdo con el proceso de Bolonia, el término Máster, designa en Bélgica al título de educación superior universitaria y no universitaria de larga duración que se obtiene tras la aprobación de un segundo ciclo de dos años de estudios, denominado maestría en otros países.
El máster clásico tiene 120 créditos pero existe una fórmula de un año con 60 créditos de modo de acceder directamente a un empleo.
Este título de máster reemplaza a los antiguos títulos:
- Las licenciaturas, otorgadas después de la aprobación de un segundo ciclo de 2 o 3 años de estudios universitarios
- Las técnicas (techniques) , segundo ciclo de estudios de ingeniería (études de sciences appliquées). El esquema de 2 años de candidatura + 3 años de técnico ("technique") se ha transformado en 3 años de bachillerato + 2 años de máster.

El principio 3 + 2 + 3 caracteriza el sistema de acuerdos de Bolonia:
- 3 años para el bachillerato
- + 2 años suplementarios para el master que equivale a la licenciatura
- + 3 años suplementarios para el doctorado

- Datos: Q920989